# Hartashen (Syunik)
Hartashen (in armeno Հարթաշեն) è un comune di 717 abitanti (2010) della Provincia di Syunik in Armenia.